# Leopold von Kaisenberg
Johann Christoph Leopold von Kaisenberg (* 31. Januar 1766 in Nesselröden; † 11. November 1835 in Heiligenstadt) war ein deutscher Gutsbesitzer, Jurist, Beamter und Abgeordneter.

## Leben
Von Kaisenberg war der Sohn des Kaiserlicher Stabskapitäns Hugo Ferdinand Kaisenberg (1706–1779) und dessen Ehefrau Elisabeth von Horn. Er war katholischer Konfession und heiratete am 19. August 1789 in Heiligenstadt Katharina von Prenczis (* 6. August 1760; † 22. November 1826). Er war Herr auf Nesselröden, Rusteberg, Steinheuterode und Uder. Am 24. August 1797 erfolgte die Bestätigung und Erneuerung des Reichsadelsstandes.
Seit 1784 studierte er Rechtswissenschaften in Göttingen und wurde dann 1789 Kurfürstlich-Mainzischer Geheimer Kabinettssekretär und Kurfürstlich-Mainzischer Hofrat. Ab 1790 war er Regierungsrat des Kurfürstlich-Weltlichen Staats im Eichsfeld und ab Ende 1793 Mitglied des Kurfürstlichen Geheimen Staatskabinetts im Hohen Kurmainzischen Weltlichen Staat, auch Fürstlich-Wormsischer Hof- und Regierungsrat. 1799 wurde er Regierungs- und Oberlandesgerichtsdirektor in Heiligenstadt und Stadthauptmann in Duderstadt mit dem Titel eines Wirklichen Geheimen Rates.
Gemäß den Beschlüssen des Reichsdeputationshauptschlusses wurde das Eichsfeld als Fürstentum Eichsfeld dem Königreich Preußen angegliedert. Von Kaisenberg wurde 1803 Direktor der Königlich Preußischen Provinzial-Justizbehörde der Regierung und des Pupillenkollegiums für das Eichsfeld und Erfurt sowie 1805 Vizepräsident der Königlich Preußischen Regierung in Erfurt. 1805 wurde er Vizepräsident und Chefpräsident der Königlich Preußischen Regierung in Erfurt. Ab 1806 gehörte er als Mitglied der Akademie gemeinnütziger Wissenschaften zu Erfurt an.
In der Franzosenzeit war er ab 1808 Friedensrichter in Duderstadt und von 1808 bis 1813 Präsident des Tribunals 1. Instanz in Heiligenstadt. Von 1808 bis 1813 Mitglied des Departements-Wahlkollegiums des Harz-Departements. Vom 2. Juni 1808 bis zum 26. Oktober 1813 war er Mitglied der Reichsstände des Königreichs Westphalen für das Harz-Departement und die Wählergruppe der Grundeigentümer. In der Reichsständesession 1809 fungierte er als Präsident der Kriminalgesetzgebungskommission. Am 20. Februar 1810 wurde er als Ritter des Ordens der Westphälischen Krone ausgezeichnet.
Nach dem Ende des Königreichs Westphalen war von Kaisenberg von 1813 bis 1819 Zweiter Präsident des Königlich Preußischen Oberlandesgerichts Emmerich und ab 1819 Präsident des Königlich Preußischen Oberlandesgerichts Halberstadt. Zwischen 1820 und 1827 amtierte er als Präsident der nach den Beschlüssen des Wiener Kongresses gebildeten Mainzer Zentraluntersuchungskommission. 1830 wurde er pensioniert und kehrte auf den Rusteberg im Eichsfeld zurück.
Vom 2. Oktober 1828 bis zum 2. Oktober 1834 war er Mitglied im Provinziallandtag der Provinz Sachsen für die Ritterschaft des Eichsfelder Bezirks. Er wurde mit dem Roten Adlerorden 3. Klasse und dem Guelphen-Orden (Kommandeur) ausgezeichnet.